# Pan y circo (Star Trek: La serie original)
Pan y circo es el episodio 25 de la segunda temporada de Star Trek: La serie original, fue transmitido por primera vez el 15 de marzo de 1968. Es el episodio número 54 en ser exhibido, el número 43 en ser producido, fue escrito por Gene Roddenberry y Gene L. Coon y dirigido por Ralph Senensky. Su nombre es una referencia a la frase pan y circo tomada de Satire X escrito por el poeta Juvenal. En el uso moderno, la frase se ha convertido en un adjetivo para describir un populacho que no valora más las virtudes cívicas, la vida pública y el servicio militar (masculino). En su lugar, el pueblo requiere solo comida y entretenimiento.
En la versión Bluray el título de este episodio en el audio en español es dado como Pan y circo.
Resumen: El capitán Kirk y sus compañeros son forzados a combatir en unos juegos de gladiadores en un planeta que se parece al Imperio Romano.

## Trama
En la fecha estelar 4040.7, la nave estelar USS Enterprise, al mando del capitán James T. Kirk, está realizando una patrulla de rutina cuando encuentra los restos de la nave SS Beagle, una nave de explotación perdida hace seis años. El Beagle estaba bajo el mando del capitán R. M. Merrick, a quien Kirk conoció durante su estancia en la academia. El primer oficial Spock sigue el camino de los restos hacia el punto de origen de la nave, cerca del cuarto planeta en el inexplorado sistema FGC 892.
El Enterprise logra captar obsoletas transmisiones de televisión, con grabaciones de video en blanco y negro de lo que parecen ser combates de gladiadores romanos en una arena. Uno de los gladiadores que ellos ven ser asesinado es identificado como William B. Harrison, uno de los tripulantes del Beagle. 
Kirk forma una partida de desembarco consistente en sí mismo, el sr. Spock y el dr. McCoy, y se teletransportan al planeta conocido como 892-IV por la Federación, para investigar lo sucedido. Poco después son capturados por un grupo de hombres armados con rifles, que resultan ser esclavos escapados, que llevan a la partida de desembarco ante su líder llamado Septimus. Cuando los miembros de la partida se presenta a sí mismos como hombres de paz, Septimus les pregunta si son los hijos del Sol. La partida se pregunta cómo, en una cultura tan paralela a la historia de Roma, los habitantes se han convertido en adoradores del sol ya que no había adoradores del sol entre los antiguos romanos. (Este no es cierto ya que miembros del ejército romano eran devotos, al menos hacia el siglo II AD, del Sol Invictus, el Sol Invicto). McCoy les responde diciendo que ellos representan muchas creencias. Septimus les explica que fue un senador hasta que escuchó las palabras del Sol y fue convertido en esclavo. Aunque otro esclavo llamado Flavius sugiere matar a la partida de desembarco, Septimus se niega y decide que la partida no es ninguna amenaza.
Cuando Kirk está leyendo una revista de gladiadores, queda sorprendido que el desarrollo cultural de 892 IV, llamado Magna Roma por sus habitantes, sea tan parecido al antiguo imperio romano de la historia de la Tierra, y además mezclado con tecnología de mediados del siglo XX. Se refiere a la ley de Hodgkin y a la Teoría de Desarrollo Paralelo Planetario, donde dos mundos desarrollaron el mismo imperio romano pero en éste el imperio nunca cayó y dominó al mundo.
Kirk también encuentra una extraordinaria similitud de uno de los líderes de la cultura, Merikus el Primer Ciudadano del Imperio, con el capitán Merrick del Beagle y cree que ambos son la misma persona . Kirk les explica a los esclavos que quiere reunirse con este Merikus. Flavius les ofrece su ayuda y guía a Kirk hacia Roma, la capital del imperio. La partida de desembarco se pone uniformes de esclavos, unas camisetas grises con una cadena dibujada en el pecho, y trata de escabullirse en la ciudad. A lo largo del camino, Flavius les cuenta que él era uno de los gladiadores más famosos hasta que escuchó las palabras del sol. El camino del sol involucra un lazo de hermandad y un compromiso con la paz; fue duro aceptarlo siendo un guerrero, pero las palabras son verdad.
Pero son capturados por guardias romanos, parecidos a una unidad de antidisturbios de la policía, y son llevados a los corrales de esclavos. Kirk le pregunta a Flavius acerca de la esclavitud dentro de su cultura. Descubre que un esclavo que se desempeña bien obtiene beneficios de salud y si sobrevive el suficiente tiempo, también es compensado al final con beneficios de jubilación y prestigio. McCoy y Spock discuten una vez más acerca de la lógica y Flavius pregunta si son enemigos. Kirk le responde No estoy seguro que ellos estén seguros. Kirk le pregunta a Flavius cuánto tiempo hace que los esclavos comenzaron a adorar al Sol y Flavius contesta que hace tanto tiempo como la fundación del imperio.
Posteriormente, la partida de desembarque hace un intento de huida mientras los guardias los llevaban a ver a Merikus. Sin embargo, Merikus había anticipado dicho intento y tenía guardias esperándolos para aprenderlos. Nuevamente, la partida es tomada prisionera y comparece ante Merikus y el procónsul Claudius Marcus quien ordena a los guardias que se retiren e invita a la partida de desembarque a sentarse y a conversar en privado.
Entonces, Merikus reconoce que él es el capitán Merrick. Les explica que su nave fue severamente dañada en una lluvia de meteoritos y que se detuvo en 892 IV para hacer reparaciones. Cuando se teletransportó a la superficie del planeta, se encontró con Claudius Marcus quien pidió que la noticia de la cultura del planeta no fuera divulgada a la Federación por el riesgo de contaminación cultural. Merrick decidió permanecer y poner a cualquier tripulante que rehusara a permanecer en los fosos de gladiadores donde ciertamente morirían. Merrick le informa a Kirk que las noticias acerca de la sociedad del planeta no deben filtrarse al resto del mundo, y que también la tripulación del Enterprise debe permanecer en el planeta. Le dice a Kirk que ordene a la tripulación abandonar la nave y que se integren en la cultura de Magna Roma.
Aunque Kirk es amenazado por los guardias armados, se niega a aceptar las demandas de Merrick y le ordena al sr. Scott que establezca la condición verde; ésta es una clave que indica que la persona que está transmitiendo se encuentra en problemas, pero que no se debe intentar un rescate. Furioso, Marcus envía a Spock y a McCoy a la arena como consecuencia del desafío de Kirk.
Spock y McCoy deben combatir contra Flavius y otro gladiador, Achilles, bajo las luces de un estudio de grabación, cámaras de televisión y una escenografía obviamente falsa de una arena romana. Toda la escena parece ser más un show de juegos violentos. El combate comienza y Spock domina rápidamente a su oponente, y cuando McCoy está en problemas, Spock somete a su oponente con un pellizco vulcano finalizando el combate en medio de los abucheos pregrabados de una "multitud". Spock y McCoy son llevados de regreso a los corrales de los esclavos y Kirk es preparado para enfrentar una ejecución que será transmitida en vivo por televisión.
Kirk es llevado a una habitación donde una mujer, Drusilla, lo está esperando y le dice que es su esclava. En otro lugar, Spock y McCoy son colocados en otra celda. McCoy trata de agradecerle a Spock por salvarle en la arena, pero Spock solo se encoge de hombros. McCoy le dice a Spock que a él realmente le importa pero que teme demostrarlo. Mientras tanto Kirk come y conversa con Drusilla y luego se retira para acostarse. Más tarde Marcus le explica que arregló todo eso ya que él respeta a Kirk como un hombre real, y deseaba que disfrutara sus últimas horas como un hombre.
Al mismo tiempo, el sr. Scott trabaja en una forma de cortar la energía y las comunicaciones en el planeta mientras obedece la Directiva Principal de no interferir con la sociedad del planeta. Logra provocar un apagón en la ciudad justo antes de la ejecución de Kirk. En medio de la distracción, Kirk libera a Spock y a McCoy pero son rápidamente capturados nuevamente. Sin embargo, Merrick hace algo inesperado, y se comunica con el Enterprise para que Kirk y su partida de desembarque sean teletransportados de regreso a la nave. Antes de que pueda completar el mensaje, Marcus lo apuñala por su traición. Scott comprende el mensaje y la partida de desembarco se desmaterializa momentos antes de que sean acribillados por una ráfaga de ametralladora.
De regreso a la nave, Kirk felicita a Scott. Spock nuevamente expresa a Kirk y a McCoy su falta de comprensión de por qué los romanos que adoran al sol adhieren al concepto de la paz; Spock dice que esto es ilógico. En la mayor parte de las sociedades la adoración del sol es una religión primitiva llena de supersticiones, sin una filosofía de paz que la respalde. Uhura tiene una respuesta. Ella ha estado monitoreando las transmisiones de radio del planeta y les informa que el vocero del imperio ha tratado de ridiculizar a estos creyentes todo el tiempo, pero que ha fallado miserablemente. Cuando Kirk, Spock y McCoy siguen sin entender, ella continúa diciendo: “¿No entienden? No es el Sol, es el Hijo de Dios”. Kirk le responde con una nota de humildad jubilosa: “César… y Cristo; ellos tienen a ambos. Y la Palabra se está esparciendo”.
McCoy destaca que la filosofía de total amor y hermandad reemplazará a la filosofía de la guerra en el planeta. Spock dice que esto ocurrirá en su siglo XX. Dándose cuenta de los continuados paralelismos entre la historia de este planeta y la historia de la Tierra, Kirk dice: “No sería algo extraordinario de observar. Verlo suceder todo nuevamente”.

## Remasterización del aniversario de los 40 años
Este episodio fue remasterizado en el año 2006 y fue transmitido por primera vez el 2 de junio de 2007 como parte de la remasterización por el aniversario de los 40 años de la serie original. Fue precedido una semana antes por la versión remasterizada de El permiso y seguido una semana más tarde por la versión remasterizada de El cerebro de Spock. Además del audio y video remasterizado, y todas las animaciones de la USS Enterprise realizadas por CGI que es el estándar de todas las revisiones, los cambios específicos para este episodio son:
- El planeta 892-IV fue modificado para parecerse más a un planeta tipo terrestre.
- Se agregaron dos lunas al cielo azul durante la secuencia de entrada.
- También aparecen hoyos de balas en la pared de la celda en la prisión después de que los guardias tratan de ametrallar a la partida de desembarque cuando ésta está siendo teletransportada de regreso a la nave.
- Cuando el Enterprise se aproxima al planeta 892-IV, se pueden ver flotando piezas y pedazos de la nave Beagle en órbita alrededor de éste.

## Legado
El planeta 892-IV fue renombrado Magna Roma en la novela The Captain's Honor (en castellano: El honor del capitán) de Star Trek: La nueva generación publicada por Pocket Books hacia finales de 1989.

## Nota
- Esta obra contiene una traducción  derivada de «Bread and Circuses (Star Trek: The Original Series)» de Wikipedia en inglés, concretamente de esta versión, publicada por sus editores bajo la Licencia de documentación libre de GNU y la Licencia Creative Commons Atribución-CompartirIgual 4.0 Internacional.